# 眼窩下管
眼窩下管（がんかかかん）は、上顎骨にある管。上顎骨の眼窩下溝が眼窩底後縁から前内方へと伸び、そのまま眼窩下管となって眼窩下孔に開いている。眼窩下神経、眼窩下動脈の通路である。